# OMA1
OMA1 (англ. OMA1 zinc metallopeptidase) – білок, який кодується однойменним геном, розташованим у людей на короткому плечі 1-ї хромосоми.  Довжина поліпептидного ланцюга білка становить 524 амінокислот, а молекулярна маса — 60 120.
| 10         |  | 20         |  | 30         |  | 40         |  | 50         |
| ---------- |  | ---------- |  | ---------- |  | ---------- |  | ---------- |
| MSFICGLQSA |  | ARNHVFFRFN |  | SLSNWRKCNT |  | LASTSRGCHQ |  | VQVNHIVNKY |
| QGLGVNQCDR |  | WSFLPGNFHF |  | YSTFNNKRTG |  | GLSSTKSKEI |  | WRITSKCTVW |
| NDAFSRQLLI |  | KEVTAVPSLS |  | VLHPLSPASI |  | RAIRNFHTSP |  | RFQAAPVPLL |
| LMILKPVQKL |  | FAIIVGRGIR |  | KWWQALPPNK |  | KEVVKENIRK |  | NKWKLFLGLS |
| SFGLLFVVFY |  | FTHLEVSPIT |  | GRSKLLLLGK |  | EQFRLLSELE |  | YEAWMEEFKN |
| DMLTEKDARY |  | LAVKEVLCHL |  | IECNKDVPGI |  | SQINWVIHVV |  | DSPIINAFVL |
| PNGQMFVFTG |  | FLNSVTDIHQ |  | LSFLLGHEIA |  | HAVLGHAAEK |  | AGMVHLLDFL |
| GMIFLTMIWA |  | ICPRDSLALL |  | CQWIQSKLQE |  | YMFNRPYSRK |  | LEAEADKIGL |
| LLAAKACADI |  | RASSVFWQQM |  | EFVDSLHGQP |  | KMPEWLSTHP |  | SHGNRVEYLD |
| RLIPQALKIR |  | EMCNCPPLSN |  | PDPRLLFKLS |  | TKHFLEESEK |  | EDLNITKKQK |
| MDTLPIQKQE |  | QIPLTYIVEK |  | RTGS       |  |            |  |            |

A: Аланін

C: Цистеїн

D: Аспарагінова кислота

E: Глутамінова кислота

F: Фенілаланін

G: Гліцин

H: Гістидин

I: Ізолейцин

K: Лізин

L: Лейцин

M: Метіонін

N: Аспарагін

P: Пролін

Q: Глутамін

R: Аргінін

S: Серин

T: Треонін

V: Валін

W: Триптофан

Кодований геном білок за функціями належить до гідролаз, протеаз, металопротеаз. 
Задіяний у таких біологічних процесах як поліморфізм, альтернативний сплайсинг. 
Білок має сайт для зв'язування з іонами металів, іоном цинку. 
Локалізований у мембрані, мітохондрії, внутрішній мембрані мітохондрії.